# 会津柳津駅
会津柳津駅（あいづやないづえき）は、福島県河沼郡柳津町大字柳津字下大平にある、東日本旅客鉄道（JR東日本）只見線の駅である。

## 歴史
- 1928年（昭和3年）11月20日：一般駅として開業[1]。
- 1941年（昭和16年）10月28日：当駅 - 会津宮下間が延伸開業[1]。
- 1971年（昭和46年）8月29日：貨物の取り扱いを廃止[2]。
- 1984年（昭和59年）2月1日：荷物の取り扱いを廃止[2]。
- 1987年（昭和62年）4月1日：国鉄分割民営化により、 東日本旅客鉄道（JR東日本）の駅となる[3]。
- 1993年（平成5年）12月：交換設備を撤去し、無人化。
- 2023年（令和5年）4月12日：駅舎がJR東日本東北本部から柳津町に無償譲渡される[報道 1][新聞 1]。
- 2024年（令和6年）
  - 4月13日：柳津町によって改修した駅舎を「柳津町会津柳津駅舎情報発信交流施設」としてオープン[報道 2][新聞 2][新聞 3]。
  - 10月1日：「柳津町会津柳津駅舎情報発信交流施設」の愛称を公募で募集。新愛称が「あいべこ」に決定される[4][新聞 4]。

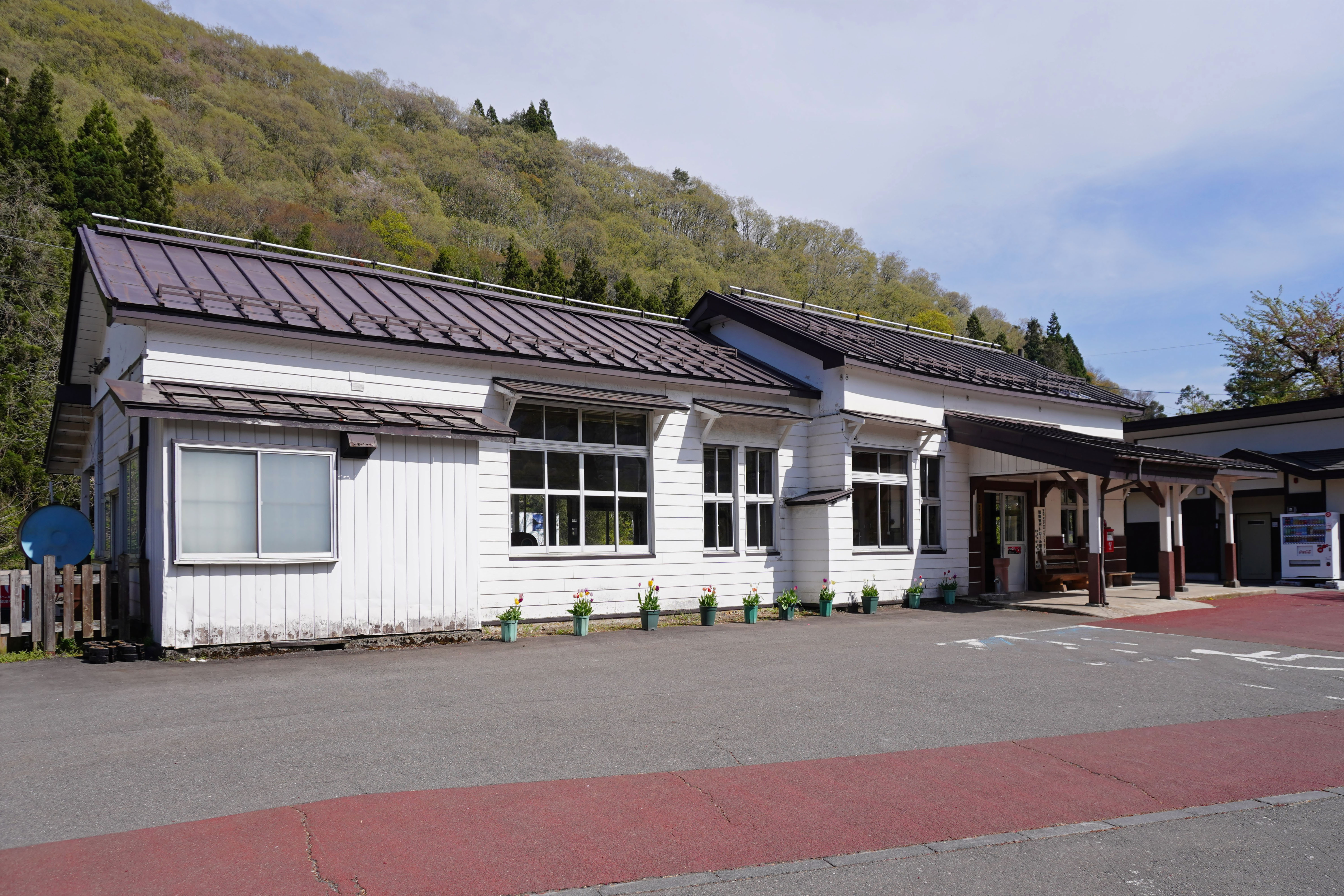
リニューアル前の駅舎 （2023年4月）
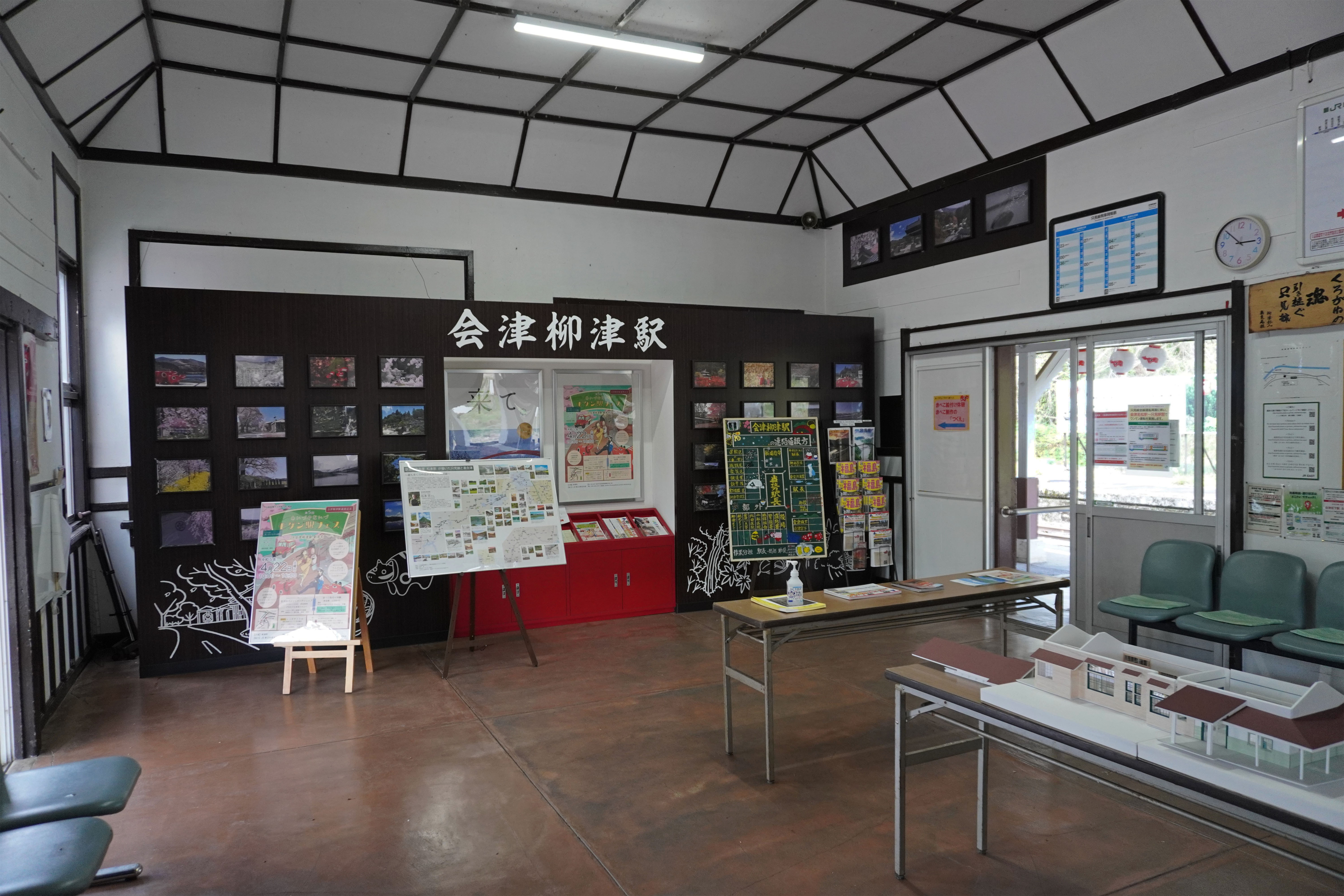
リニューアル前の駅舎内 （2023年4月）

## 駅構造
単式ホーム1面1線を有する地上駅である。かつては、さらに島式ホーム1面2線を有していたが、現在1面1線は撤去されずに残っているものの、使用していない。
会津若松駅管理の無人駅。線路の西側にホームおよび木造駅舎を有する。2023年（令和5年）4月12日に、駅舎がJR東日本東北本部から柳津町に無償譲渡された後、柳津町により改修され、2024年（令和6年）4月13日に「柳津町会津柳津駅舎情報発信交流施設」としてリニューアルオープンし、「赤べこ」の工房や交流スペースなどが新設された。
駅舎内の待合室では、柳津観光協会が売店営業および観光案内業務を日中時間帯で行っている。
2024年（令和6年）10月1日には、「柳津町会津柳津駅舎情報発信交流施設」に「あいべこ」という愛称が公募にて決定された。

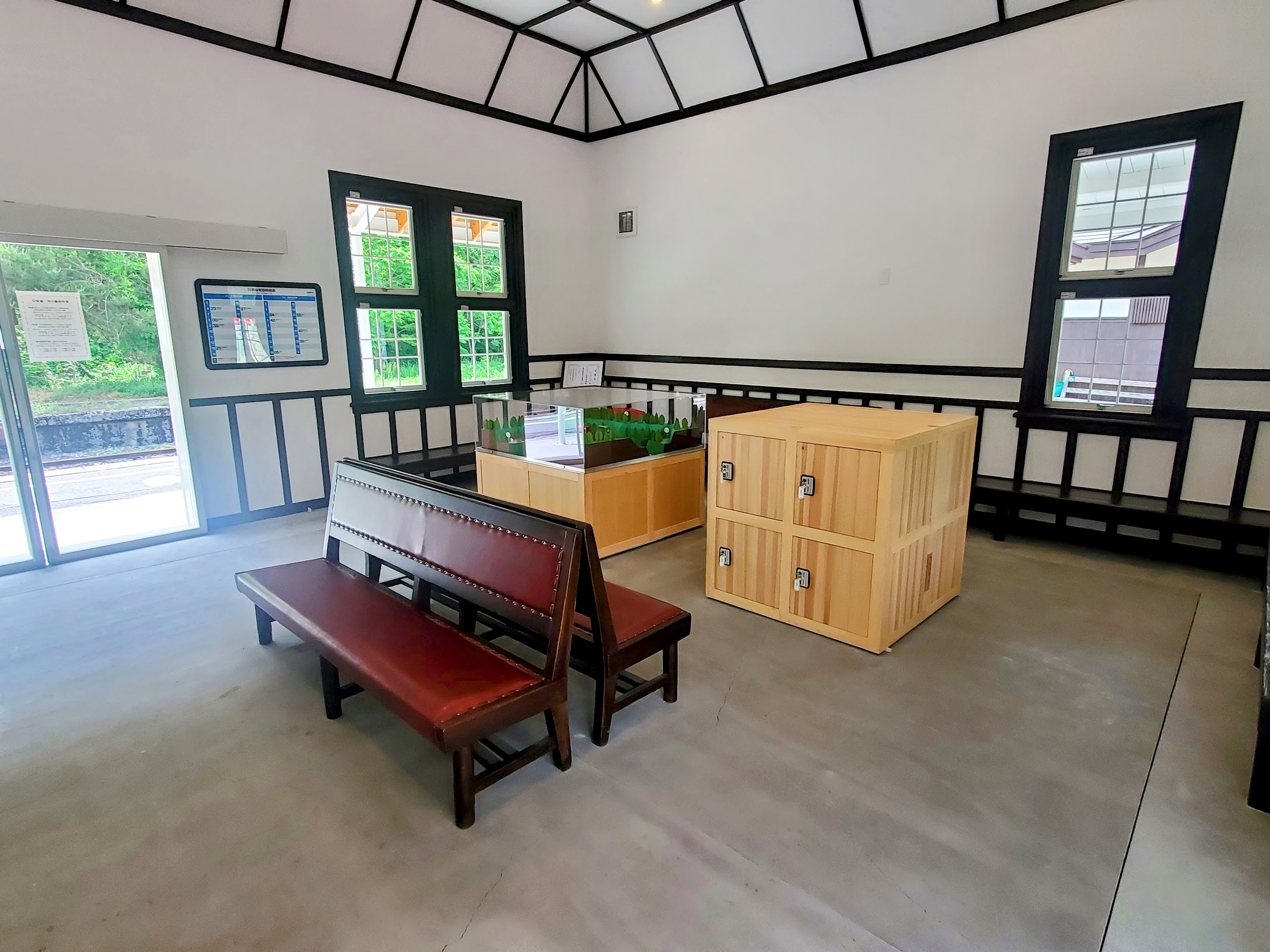
駅舎内（待合室）（2024年5月）
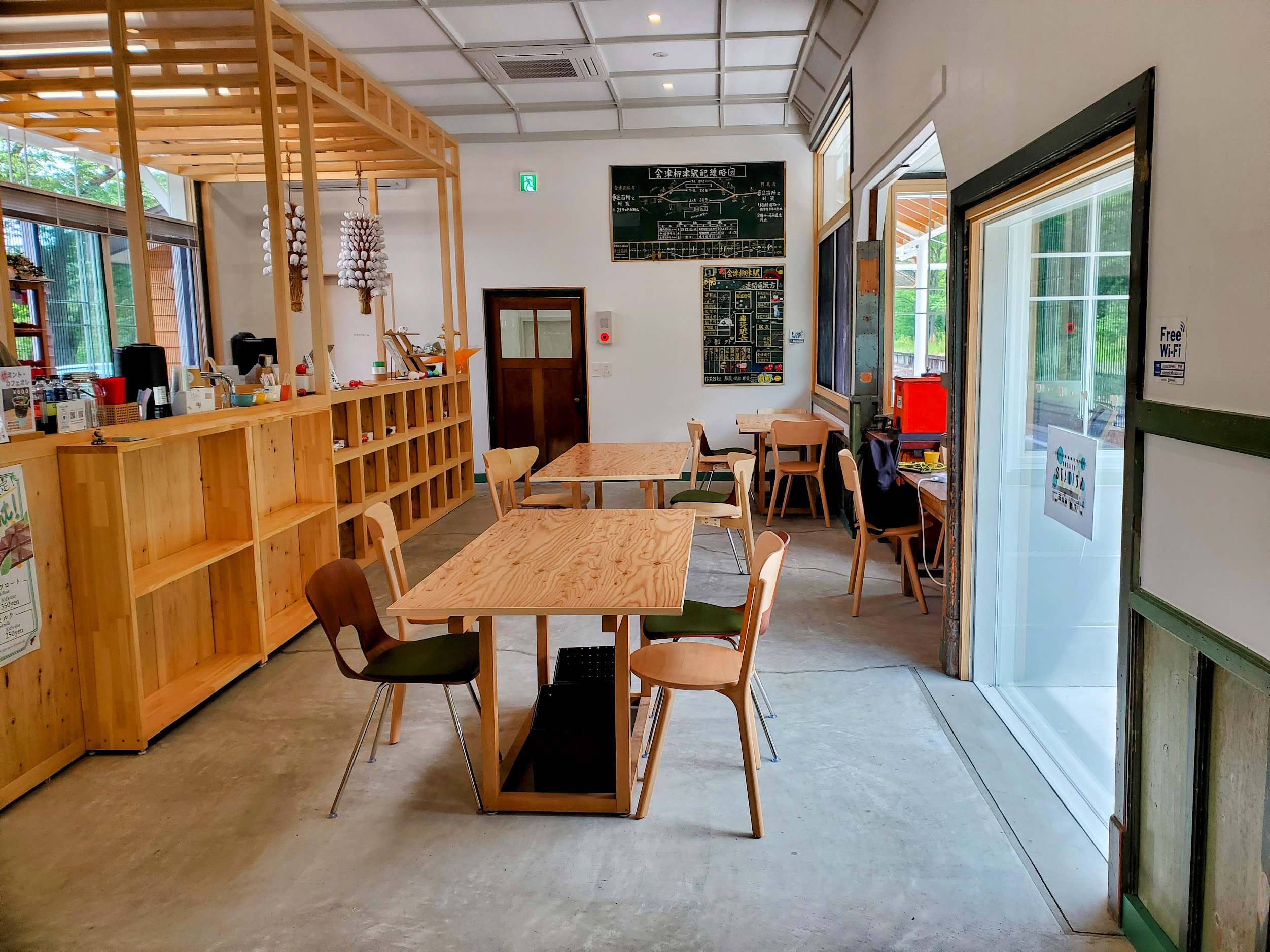
赤べこ工房、カフェ（2024年5月）
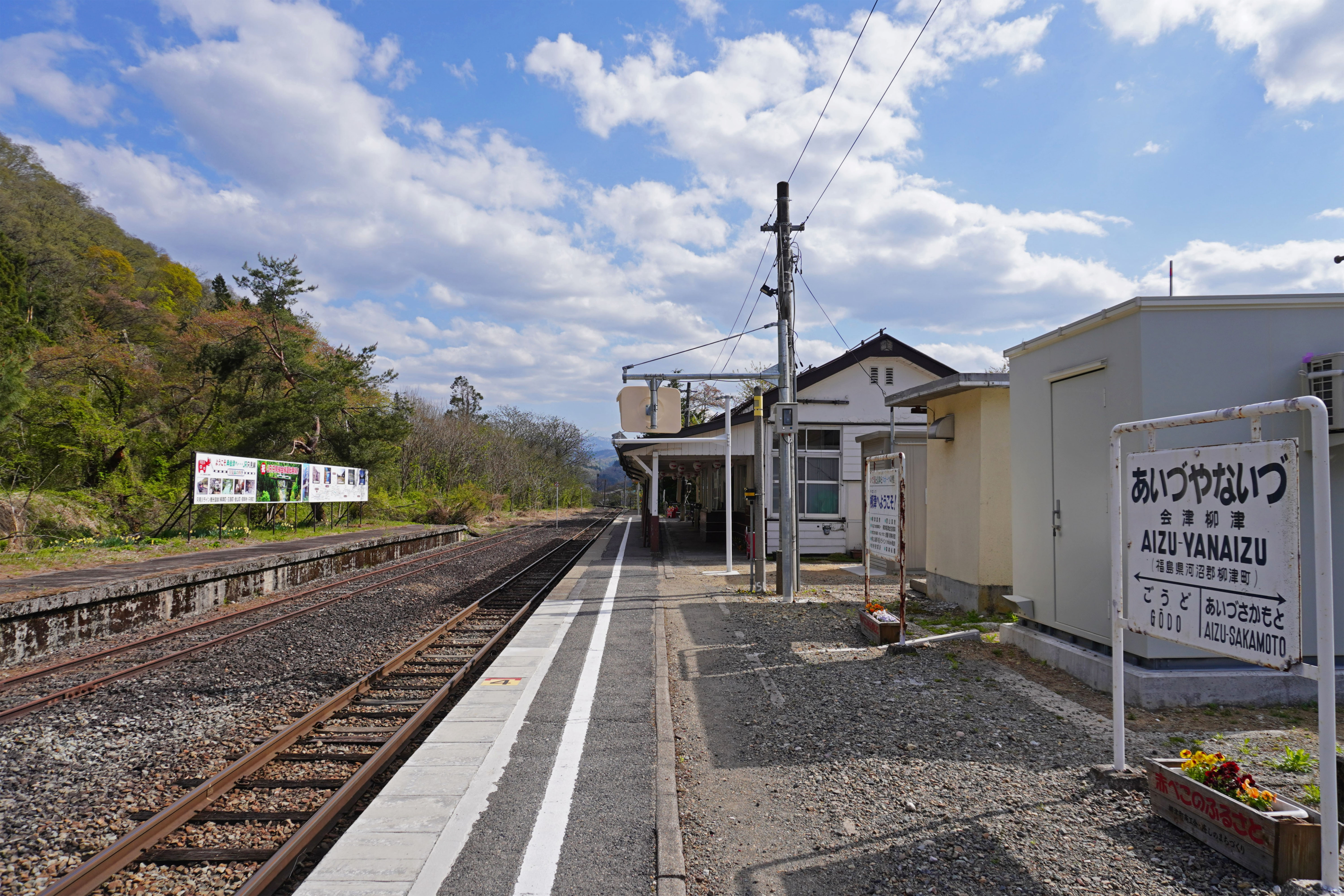
ホーム（2023年4月）
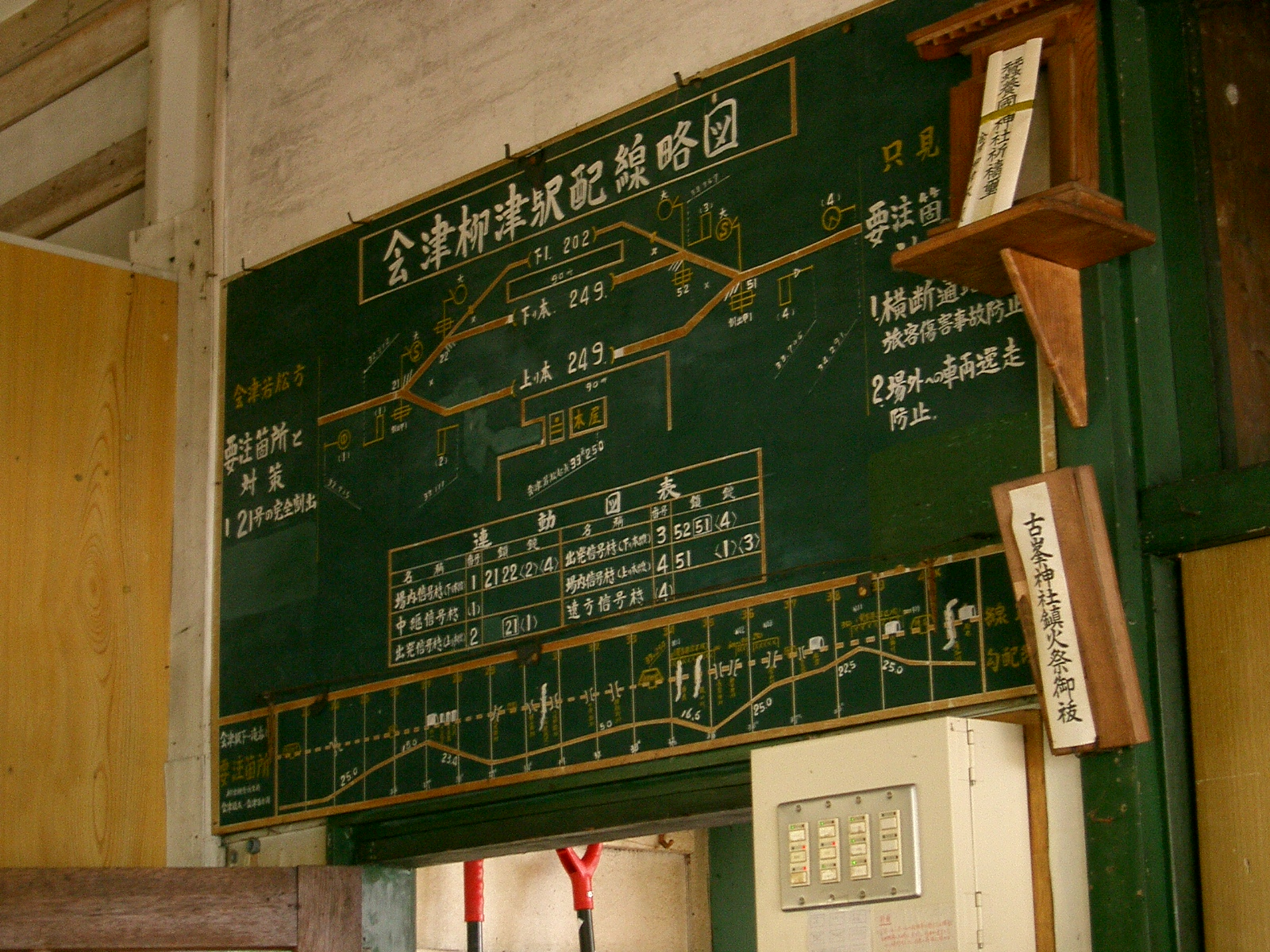
3本のレールがあったことが分かる配線図（2005年7月）

## 利用状況
「福島県統計年鑑」によると、2000年度（平成12年度）- 2004年度（平成16年度）の1日平均乗車人員の推移は以下のとおりであった。
| 乗車人員推移       | 乗車人員推移     | 乗車人員推移 |
| 年度               | 1日平均 乗車人員 | 出典         |
| ------------------ | ---------------- | ------------ |
| 2000年（平成12年） | 101              | [ 6 ]        |
| 2001年（平成13年） | 104              | [ 7 ]        |
| 2002年（平成14年） | 107              | [ 8 ]        |
| 2003年（平成15年） | 104              | [ 9 ]        |
| 2004年（平成16年） | 99               | [ 10 ]       |

## 駅周辺
柳津町の中心の北側にあり、駅前にC11の244号機が保存されている。駅前に大型バスが入れるように改良工事がなされた。このほか、駅前には赤べこをモチーフにした郵便ポストが設置されている。
- 円蔵寺 - 日本三大虚空の一
- 柳津温泉
- 柳津森林公園
- 斎藤清美術館
- 只見川 - ウグイ生息地
- 道の駅会津柳津
- 柳津町役場
- 柳津郵便局
- 柳津町立柳津中学校
- 柳津町立柳津小学校
- 国道252号
  - 柳津橋
- 福島県道151号山都柳津線
- 福島県道225号会津柳津停車場線
- 福島県道343号飯谷大巻線
- 越後三山只見国定公園

## バス路線
「柳津駅前」停留所にて、以下の路線バスが発着する。
- 会津乗合自動車
  - 柳津線：柳津ふれあい館／坂下営業所
- 柳津町民バス
  - まちなか線：ふれあい館

## その他
- 1993年（平成5年）に放送されたフジテレビドラマスペシャル「秋の駅」（脚本・山田太一）の舞台となった。
- 柳津温泉への玄関駅であるとして、2002年（平成14年）に、東北の駅百選へと選定された。
- 2024年（令和6年）4月13日の駅舎リニューアルより、観光駅長として赤べこの「やなぎまる」が就任している[5]。

## 隣の駅
東日本旅客鉄道（JR東日本）
■只見線
会津坂本駅 - 会津柳津駅 - 郷戸駅

### 報道発表資料
1. 1 2 3  『只見線会津柳津駅駅舎譲渡に伴う調印式の実施について』（PDF）（プレスリリース）福島県柳津町／東日本旅客鉄道東北本部、2023年4月5日。オリジナルの2023年4月5日時点におけるアーカイブ。2023年4月20日閲覧。
2. 1 2  『柳津町会津柳津駅舎情報発信交流施設のオープンについて』（PDF）（プレスリリース）柳津町／JR東日本びゅうツーリズム&セールス／東日本旅客鉄道東北本部、2024年3月13日。オリジナルの2024年3月13日時点におけるアーカイブ。2024年3月13日閲覧。

### 新聞記事
1. 1 2 3  「福島県柳津町、JR東から只見線会津柳津駅舎を譲り受け 改修し観光拠点」『福島民報』2023年4月12日。オリジナルの2023年4月19日時点におけるアーカイブ。2023年4月20日閲覧。
2. 1 2  「柳津駅舎、観光の新拠点に 福島県柳津町に13日開所 只見線PR」『福島民報』2024年4月13日。オリジナルの2024年4月15日時点におけるアーカイブ。2024年5月26日閲覧。
3. 1 2  「会津柳津駅が観光まちづくりの拠点に 発祥の地「赤べこ」工房も併設」『朝日新聞』2024年4月14日。2024年11月17日閲覧。
4. 1 2  「愛称「あいべこ」に決定 只見線・会津柳津駅の交流施設：地域ニュース」『福島民友』福島民友新聞、2024年10月10日。2024年10月29日閲覧。[リンク切れ]